# I Solisti Veneti
I Solisti Veneti son una orquesta de cámara italiana con sede en Padua. La orquesta es reconocida internacionalmente por sus interpretaciones de música barroca.

## Historia
La orquesta, que se especializa en las interpretaciones de música barroca, fue fundada en Padua en 1959 por el maestro Claudio Scimone, que todavía es el director. En sus más de cincuenta años de existencia la orquesta ha adquirido reputación como especialista en la interpretación de la música barroca italiana de compositores como Antonio Vivaldi, Tomaso Albinoni, Francesco Geminiani, Benedetto Marcello y Giuseppe Tartini.
Piero Toso, Lucio Degani y Chiara Parrini son los más representativos solistas del grupo.
A diferencia de la mayoría de las otras orquestas barrocas, que usa instrumentos musicales de época o sus reproducciones fieles, I Solisti Veneti usa para sus ejecuciones instrumentos musicales de construcción moderna. Los instrumentos son los actuales porque I Solisti Veneti siempre ha creído que la música barroca puede adaptarse a los instrumentos de la época en que la música se toca y no solamente a los de la época en que la música fue escrita.
Para Scimone, la música barroca es muy espontánea, muy viva:
“Si es aburrida, no es una ejecución auténticamente barroca (…) está hecha para avivar las almas, para que el que la escucha se sienta en armonía consigo mismo y con el mundo entero, para que salga del concierto más feliz luego de un tiempo de abstracción de los problemas cotidianos”.
Señala el director que se trata de una música difícil de tocar porque fue escrita para ser improvisada (…) “hay que profundizar con mucho cuidado la partitura de un genio, estudiarla en todos sus rincones y ponerla en el presente (…)”, señala, no sin dejar de mencionar la importancia de la calidad del sonido y la necesidad de destacar los colores de los instrumentos, así como destacaron los pintores italianos los colores en cuadros llenos de vida.
I Solisti Veneti tiene más de 300 álbumes, la mayor parte de grabaciones para el sello Erato. Entre ellas pueden destacarse primeras presentaciones de obras desconocidas de autores como Vivaldi, Albinoni y Rossini. A Scimone se le debe la puesta en escena de obras inéditas de Rossini como Maometto secondo, Ermione, Zelmira, Mosè in Egitto, Armida, y además L'italiana in Algeri con Marylyn Horne. Esta presentación recibió el premio Grammy. La orquesta ha grabado también la interpretación de la opera omnia de Giuseppe Tartini. También han grabado la integral de las obras de Vivaldi y Albinoni y han llevado al éxito internacional una serie de obras maestras de grandes compositores olvidados como Baldassarre Galuppi, Alessandro Rolla, etc .. Con el triunfo de las representaciones de "Orlando Furioso" de Vivaldi (Verona, Teatro Filarmónica y París, Teatro del Châtelet, con las solistas vocales Victoria de los Ángeles y Marilyn Horne, dirigidos por Pierluigi Pizzi) han revelado al mundo la grandeza del Vivaldi teatral.
Sus conciertos han sido grabados por varias cadenas de televisión y filmados para luego ser incorporados a DVD, incluyendo "Vivaldi, pintor de la música" por François Reichenbach y "Las siete últimas palabras de Cristo en la cruz" con música de Joseph Haydn, filmado en la Capilla de Scrovegni de Giotto, dirigida por Ermanno Olmi.
Para llenar un vacío en las ediciones musicales italianas I Solisti Veneti han publicado una serie importante de catálogos temáticos de los más grandes compositores venecianos (Albinoni, Bonporti, Tartini, Galuppi, platti, Torelli, Dall'Abaco, M. Lombardini).
I Solisti Veneti fueron los primeros en Italia para dar conciertos en las escuelas primarias y secundarias con programas y presentaciones especiales. Este trabajo de propaganda apasionada de la gran música fue coronado con la victoria en el Festivalbar 1970 conseguido con 350.000 votos de los jóvenes. Muchos compositores han dedicado a Claudio Scimone y I Solisti Veneti obras para el Grupo, entre ellos Bussotti, Chailly, Constant, Corghi, De Pablo, De Pirro, Donatoni, Guaccero, Malipiero, Manzoni, Morricone, Scelsi y muchos otros.
En el curso de sus actividades, que les han llevado a más de ochenta países de todo el mundo, han ganado numerosos premios internacionales, entre los que se incluyen un Grammy y un Grand Prix du Disque.
En 2008, en el Teatro La Fenice de Venecia, recibieron de la Asociación Arthur Rubinstein el premio "Una Vita per la Musica" que en Italia se considera como un precio Nobel de la música. Con motivo de su 50 aniversario (2008), el Parlamento Europeo homenajeó a "I Solisti Veneti" con una placa oficial en la que son elogiados como "Embajadores de la cultura y la música a través de las fronteras".
Sus actuaciones varían desde Salzburgo a Seúl, desde Nueva York a Tokio y cientos de otras ciudades del mundo. En España I Solisti Veneti de Claudio Scimone fueron una de las formaciones orquestales que Ibercamera presentó en su primera Temporada, concretamente el 7 de febrero de 1985.
Han grabado con los más grandes artistas como Salvatore Accardo, Plácido Domingo, Jean-Pierre Rampal, Marilyn Horne, James Galway, Mstislav Rostropovich, Sviatoslav Richter, Paul Badura-Skoda, Heinz Holliger, Guy Touvron, Nathan Milstein, Chris Merritt, Uto Ughi, Ruggero Raimondi, Cecilia Gasdia, Katia Ricciarelli, José Carreras y otros.

## Formación

### Fundadores[10]
- Maestro: Claudio Scimone.
- Violín concertino: Giovanni Guglielmo, Piero Toso
- Violines: Fernando Zampieri, Bruno Zanella, Ermanno Agostini, Nane Calabrese, Vito Prato, Ronald Valpreda
- Violas: Sergio Paulon, Maurizio Trevisin
- Violonchelos: Gianni Chiampan, Severino Zannerini
- Contrabajo: Leonardo Colonna
- Clavicembalo: Edoardo Farina

### 2017
- Maestro: Claudio Scimone.
- Violín concertino: Lucio Degani.
- Violines: Chiara Parrini, Francesco Comisso, Kazuki Sasaki, Enzo Ligresti, Michelangelo Lentini, Matteo Ruffo, Walter Daga.
- Violas: Giancarlo Di Vacri, Silvestro Favero.
- Violonchelos: Gianantonio Viero, Giuseppe Barutti, Patrick Monticoli.
- Contrabajo: Gabriele Ragghianti.

## Discografía seleccionada[11]
- Antonio Vivaldi "Las cuatro estaciones" en las Villas del Véneto - DVD
- Tomaso Albinoni "Los adagios" con Pierre Pierlot oboe
- Antonio Vivaldi "L'estro armonico" violines solistas: Piero Toso, Nane Calabrese, Kazuki Sasaki, Ronald Valpreda
- Antonio Vivaldi "Ópera Décima" con Jean Pierre Rampal en la flauta
- Antonio Vivaldi "Conciertos para una y dos Mandolinas" con Ugo Orlandi y Dorina los Frailes de la mandolina
- Antonio Vivaldi "Orlando furioso" con Marilyn Horne, Victoria de los Ángeles, Lucia Valentini Terrani, Carmen Gonzales, Lajos Kozma, Sesto Bruscantini, Nicola Zaccaria, "Amici della Polifonia" dirigidos por Piero Cavalli
- Antonio Vivaldi "Catón en Útica" con Cecilia Gasdia, Marilyn Schmiege, Susanna Rigacci, Margarita Zimmermann, Lucretia Lendi, Ernesto Palacio
- Antonio Vivaldi "Juditha Triumphans" con Delores Ziegler, Gloria Banditelli, Cecilia Gasdia, Manuela Custer, Laura Brioli, "Coro Filarmonico Antonio Vivaldi" dirigido por Giampaolo Grazioli
- Gioachino Rossini "Zelmira" con Cecilia Gasdia, Bernarda Fink, William Matteuzzi, Chris Merritt, José Garcia, Boaz Senator, Vernon Midgley, Leslie Fyson, "Coro Ambrosiano", dirigido por John Mc Carthy
- Luigi Boccherini y Giovanni Battista Pergolesi, "Stabat Mater" con Cecilia Gasdia, Dolores Ziegler y William Matteuzzi
- Georg Friedrich Händel "Mesías" con Patricia Schuman, Lucia Valentini Terrani, Bruce Ford, Gwynne Howell, "Coro Ambrosiano", dirigido por John Mc Carthy
- Gioachino Rossini "Armida" con Cecilia Gasdia, Chris Merritt, William Matteuzzi, Bruce Ford, Ferruccio Furlanetto, Charles Obrero, "Coro Ambrosiano", dirigido por John Mc Carthy
- Gioachino Rossini "L'italiana in Algeri" con Marilyn Horne, Samuel Ramey, Kathleen Battle, Ernesto Palacio, Clara Foti, Nicola Zaccaria, Domenico Trimarchi, "Coro Filarmónico de Praga", dirigido por José Veleska

## Publicaciones
- Francesco Passadore, Catalogo tematico delle composizioni di Evaristo Felice Dall'Abaco (1675 - 1742), Edizione "I Solisti Veneti", Padova, 2004, ISBN 88-901412-3-9
- Franco Rossi: Catalogo Tematico delle composizioni di Tomaso Albinoni Tomo I - Le 12 opere strumentali a stampa - edizione "I Solisti Veneti, Padova 2002
- Franco Rossi: Catalogo Tematico delle composizioni di Tomaso Albinoni Tomo II - Le opere strumentali manoscritte - Le opere vocali - I libretti - edizione "I Solisti Veneti", Padova 2003
- Antonio Carlini, Francesco Antonio Bonporti, Gentilhuomo di Trento – La vita e l'opera con catalogo tematico, Edizioni "I Solisti Veneti", Padova, 2000.
- Franco Rossi, Catalogo tematico delle composizioni di Baldassare Galuppi (1706 – 1785) – Parte I: Le opere strumentali, Edizione "I Solisti Veneti", Padova, 2006, ISBN 88-901412-5-5
- Alberto Iesuè, Le Opere di Giovanni Benedetto Platti – Catalogo Tematico, Edizione "I Solisti Veneti", Padova, 1999
- Francesco Passadore, Catalogo tematico delle composizioni di Maddalena Lombardini Sirmen e Ludovico Sirmen, Edizione "I Solisti Veneti", Padova, 2008, ISBN 88-901412-7-1
- Francesco Passadore, Catalogo tematico delle composizioni di Giuseppe Torelli (1658 - 1709), Edizione "I Solisti Veneti", Padova, 2007, ISBN 88-901412-6-3
- Paul Brainard: "Le sonate per violino di Giuseppe Tartini Catalogo tematico" - edizione "I Solisti Veneti", Padova 1975
- Giuseppe Tartini: "Scienza Platonica fondata nel cerchio" a cura di Anna Cavalla Todeschini per conto dell'Accademia Tartiniana di Padova presidente Enzo Bandelloni, comitato di redazione Francesco Cavalla, Edoardo Farina, Claudio Scimone. Il testo riproduce un lavoro inedito il cui manoscritto si trova presso il Museo del Mare a Pirano. edizione CEDAM
- Giuseppe Tartini,Trattato di musica secondo la vera scienza dell'armonia, Nella Stamperia del Seminario, Appresso Giovanni Manfrè, PADOVA, MDCCLIV – Riedizione Anastatica, Edizione "I Solisti Veneti", CEDAM, PADOVA, 1973
- Giuseppe Tartini, De' principj dell'armonia musicale contenuta nel diatonico genere – Dissertazione, Stamperia del Seminario, PADOVA, MDCCLXVII – Riedizione Anastatica, Edizione "I Solisti Veneti", CEDAM, PADOVA, 1974